# Chytriomyces suburceolatus
Chytriomyces suburceolatus är en svampart som först beskrevs av Willoughby, och fick sitt nu gällande namn av Willoughby 1964. Chytriomyces suburceolatus ingår i släktet Chytriomyces och familjen Chytridiaceae.   Inga underarter finns listade i Catalogue of Life.